# Chris Evans (conduttore)
Christopher James Evans, noto come Chris Evans (Warrington, 1º aprile 1966), è un conduttore televisivo e conduttore radiofonico britannico.

## Vita privata
Ha una figlia, Jade, nata nel 1986 dalla relazione con la fidanzata Alison Ward. Il 9 gennaio 2015 è divenuto nonno, quando Jade ha dato alla luce una figlia.
Sposatosi con Carol McGiffin nel 1991, ha divorziato nel 1998. Nel 2000 si è sposato con la diciottenne cantante Billie Piper, da cui ha divorziato nel 2007, due anni dopo l'annuncio del divorzio.
È amante del golf e delle macchine di lusso, in particolare delle Ferrari, tanto da collezionarne vari modelli.
È cugino del padre dei rugbisti scozzesi Max e Thom Evans.
Sostenitore del Partito Laburista, è ambasciatore della Scout Association.

## Biografia
Perso il padre nel 1979, quando aveva 13 anni, inizia a lavorare come edicolante e in un piccolo alimentari, mentre prosegue gli studi. Lasciata la scuola all'età di 16 anni, svolge una serie di mansioni a Warrington, lavorando anche per un'agenzia di investigazione privata.
Nel 1983, diciassettenne, inizia a Manchester la carriera radiofonica a Piccadilly Radio, stazione radio per cui aveva collaborato già da studente. Per un anno, fino al 1984, svolge tre mestieri: assistente del conduttore Timmy Mallett, nel cui programma interpreta il personaggio 'Nobby Nolevel' ('No 'O' Level'), disc jockey nei pub di Manchester ed edicolante. Lavora come produttore per James H. Reeve e conduce dei programmi in fasce orarie solitamente di basso audience, con giochi o spazi riservati agli ascoltatori, che possono diffondere i propri annunci di vendita.
Dopo aver lavorato come produttore per la radio indipendente The Superstation di Richard Branson, dove produce materiale per Jonathan Ross, si sposta a Londra, dove diviene presentatore per BBC Greater London Radio, stazione radio della BBC, prima come produttore del programma di Emma Freud e poi come conduttore di Weekend Breakfast con Danny Baker. Il successo dei due programmi gli consente di ottenere un'offerta di lavoro come produttore per BBC Radio 1, ma Evans rifiuta, accettando la controproposta di Matthew Bannister, che gli dà la possibilità di presentare un proprio show radiofonico, nella fascia oraria mattutina del sabato agli inizi del 1990. Tre mesi dopo inizia a condurre The Greenhouse, programma in onda ogni sera dal lunedì al giovedì, mantenendo il ruolo fino alla fine del 1990.
Nel 1991, dopo aver presentato Power Up, trasmissione mattutina in onda su The Power Station per la British Satellite Broadcasting, Evans passa a condurre Round at Chris's, ogni sabato mattina dalle 10.00 alle 13.00, ruolo mantenuto sino all'aprile 1993.
Nel marzo 1992 inizia a condurre un programma pomeridiano su BBC Radio 1, rimpiazzando Phillip Schofield. La trasmissione, dal titolo Too Much Gravy, viene trasmessa dalle ore 14.30 alle 16.00 e riscuote successo, andando in onda fino al settembre 1992.
Nell'aprile 1993 Evans approda a Virgin Radio UK, dove conduce un programma mattutino del sabato.
Passato a Channel 4, conduce con Gaby Roslin il programma The Big Breakfast, che esordisce il 28 settembre 1992. Il 29 settembre 1994 lascia il programma per fondare una propria compagnia di produzione televisiva, Ginger Productions, che prende il nome dal soprannome di Evans ("il rosso"). Il primo programma prodotto dalla compagnia, Don't Forget Your Toothbrush, va in onda dal 1994 al 1995 e risulta redditizio, tanto che il formato della trasmissione viene esportato in molti paesi, tra cui l'Italia (dove va in onda dal 1995 al 1997 il programma Non dimenticate lo spazzolino da denti).
Nell'aprile 1995 torna a condurre Radio 1 Breakfast Show, su BBC Radio 1, secondo un accordo con il canale che prevede che il programma sia prodotto dalla compagnia Ginger Productions piuttosto che da BBC Radio. Il formato del programma suscita scandalo e interesse, tanto da guadagnare un crescente seguito di pubblico e toccare punte di 7,5 milioni di ascoltatori.
Nel 1996 è conduttore di un nuovo programma televisivo, TFI Friday, prodotto da Ginger Productions con la collaborazione dello scrittore e disc jockey Danny Baker, che figurano tra gli sceneggiatori del programma. Lo show, basato sulla rodata formula del programma radiofonico Radio 1 Breakfast Show, combina interviste, ospiti musicali, giochi e competizioni. Inizialmente la trasmissione riscuote un grande successo, ma in seguito la popolarità diminuisce e l'interesse per il programma cala.
In questo periodo Evans è di frequente sulle pagine dei tabloid per le nottate trascorse a bere nei locali con il calciatore Paul Gascoigne e l'amico Danny Baker. Nel dicembre 1995 il gruppo compie un giro dei pub durato 17 ore e terminato appena due ore prima di andare in onda, bravata per la quale Evans viene multato di 7 000 sterline. I rapporti con il management si deteriorano e una serie di battute pronunciate durante il programma TFI Friday alimentano polemiche e critiche molto aspre. Nel novembre 1996 Evans annuncia, dopo un consulto medico, di non essere fisicamente in grado di svolgere il ruolo di conduttore, per cui il suo periodo di riposo viene prolungato fino a due settimane. Altri episodi legati all'abuso di alcol e i problemi legati alle precarie condizioni di salute lo conducono all'interruzione del rapporto con Channel 4 nel gennaio 1997, dopo che la sua richiesta di saltare la conduzione del programma prendendosi il venerdì per recuperare fisicamente la condizione viene respinta.
Il programma Radio 1 Breakfast Show viene rilevata dal duo Mark and Lard (Mark Radcliffe e Marc Riley), con cui gli ascolti precipitano, tanto che i due lasciano il posto a Kevin Greening e alla conduttrice Zoe Ball, che esordiscono il 13 ottobre 1997.
Assunto da Virgin Radio UK, Evans ne conduce lo show mattutino, che debutta proprio il 13 ottobre 1997 e settimana dopo settimana ottiene ottimi ascolti, tanto da risollevare la radio, portandola da 1,8 a 2,6 milioni di ascoltatori. Il programma va in onda alle 7.00 del mattino del lunedì al venerdì, ma con Evans assente il venerdì.
Il 9 dicembre 1997 la compagnia Ginger Media Group di Evans acquista Virgin Radio da Richard Branson per 85 milioni di sterline, assumendo il controllo di Ginger Productions e di Virgin Radio.
Il 14 marzo 2000 Evans completa la vendita di Ginger Media Group (GMG) a Scottish Media Group (SMG) per 225 milioni di sterline. Pur arricchitosi con la cessione, il conduttore deve affrontare i problemi derivanti dai bassi ascolti del programma TFI Friday, che, oggetto di recensioni negative dalla critica, viene cancellato dal palinsesto di Channel 4 nel dicembre 2000.
Nel maggio 2000 Virgin Radio, di proprietà di Evans, viene multata di 75 000 sterline dall'autorità nazionale radiofonica britannica perché il conduttore ha apertamente sostenuto il candidato sindaco di Londra Ken Livingstone durante le trasmissioni: è la multa più alta mai comminata a una stazione radiofonica britannica dall'autorità.
Nel 2001 i rapporti tra Evans e il management di Virgin si deteriorano, tanto che a giugno le strade si separano. Evans viene licenziato per non essersi presentato al lavoro per cinque giorni di fila: sebbene egli affermi di essere malato, viene fotografato al pub con la moglie Billie Piper. Si aggiunge una disputa legale con SMG, con Evans che denuncia SMG per non avergli corrisposto 8,6 milioni di sterline di quote a seguito della vendita di Virgin Radio e SMG che replica con una controdenuncia, adducendo violazioni contrattuali da parte di Evans.
Il processo inizia nei primi mesi del 2003 e si conclude nel mese di giugno, con Evans dichiarato colpevole e condannato a risarcire i danni cagionati a SMG, da quantificare successivamente in separata sede.
Nell'agosto 2002 Evans fonda una compagnia di produzione radiotelevisiva, UMTV, che nei tre anni successivi produce oltre 375 ore di intrattenimento televisivo. Tra i programmi prodotti rientrano alcuni condotti da Christian O'Connell e Chris Moyles su Channel 5 e il programma di Channel 4 School of Hard Knocks, premiato ai BAFTA.
Ingaggiati come conduttori Terry Wogan e Gaby Roslin, UMTV produce un nuovo programma The Terry and Gaby Show, in onda su Channel 5 dal 2 giugno 2003, ma la trasmissione, dall'elevato costo se confrontato con la rendita, viene cancellata dal palinsesto dopo un anno, chiudendo i battenti il 26 marzo 2004.
Il 17 gennaio 2005 Evans torna sulle scene, presentando l'evento UK Radio Aid, mandato in onda da 268 stazioni radiofoniche in occasione della giornata di solidarietà e raccolta fondi per le vittime del terremoto e maremoto dell'Oceano Indiano del 2004. Presenta poi la cerimonia dei Brit Awards nel 2005 e nel 2006. Dall'aprile 2005 presenta inoltre una serie di programmi su BBC Radio 2, tra quelli dedicati al Live 8, serie di concerti benefici tenutusi a Londra. Nel settembre 2005 viene assunto in pianta stabile da BBC Radio 2, conducendo la trasmissione del sabato nella fascia oraria che va dalle 14.00 alle 17.00. La trasmissione riscuote buon successo.
Nel novembre e dicembre 2005 torna in TV per presentare TFI Sunday su ITV, ma il programma viene cancellato dopo cinque puntate anche a causa dei bassi ascolti.
Il 2 marzo 2006 viene annunciato come nuovo conduttore di Drive time, dove debutta il 18 aprile seguente succedendo allo storico conduttore Johnnie Walker. Il programma viene seguito in media da 4,9 milioni di ascoltatori al giorno, saliti a 5 milioni alla fine del 2007. Il 7 settembre 2009 viene annunciato che Evans subentrerà a Terry Wogan dagli inizi del 2010 come conduttore dello show radiofonico. Evans conduce l'ultima puntata di Drive time il 24 dicembre 2009.
L'11 gennaio 2010 assume la conduzione del programma mattutino di BBC Radio 2, denominato The Chris Evans Breakfast Show, mantenuta per otto anni e mezzo.
Nel 2015 torna a condurre la nuova serie di TFI Friday e assume la conduzione di Top Gear, mantenuta fino al 2016.
Nell'aprile 2017 risulta il presentatore della BBC con il compenso più alto, pari a un totale che oscilla tra i 2,2 e i 2,25 milioni di sterline annui.
Il 3 settembre 2018 il conduttore annuncia che lascerà lo show nel mese di dicembre per approdare a Virgin Radio e un mese dopo rivela che il suo posto sarà preso da Zoe Ball dal gennaio 2019. Il programma con Evans alla conduzione si conclude il 24 dicembre 2018.